# 일본국 헌법 제97조
일본국 헌법 제97조(일본어: 日本国憲法第97条)은 일본국 헌법 제10장 "최고 법규"의 조문 중 하나이다. 일본국 헌법의 기본적 인권에 대해 규정하고 있다.

## 조문
일본국 헌법 제97조
이 헌법이 일본 국민에게 보장하는 기본적 인권은 인류의 다년에 걸친 자유 획득 노력의 성과이며, 이들 권리는 과거 수많은 시련을 견디고 현재 및 장래의 국민에 대하여 침범할 수 없는 영구한 권리로서 신탁된 것이다.

## 해설
일본국 헌법이 국민의 기본적 인권을 보장한다고 규정함으로써 제98조 규정과 같이 일본국 헌법이 '최고 법규'로서의 성질을 갖는 것에 정당성을 부여한다고 볼 수 있다.

### 헌법 제11조와의 내용 중복 문제
본 조의 내용은 제11조의 내용과 상당 부분 중복되며, 맥락상 두 조문이 같은 의미를 가지고 있다고 해석된다. 구체적으로 "이 헌법이 국민에게 보장하는 기본적 인권", "침범할 수 없는 영구한 권리로서", "현재 및 장래의 국민에게"라는 부분은 텍스트 자체가 일치한다. 헌법 제11조가 '주어진다'로 문장을 끝맺고 있는 반면에, 본 조는 '신탁된 것이다'로 끝맺는다는 것 정도가 다른 점이라고 볼 수 있다.
이러한 내용 중복 문제에 대해 헌법학자인 미야자와 도시요시는 "이런 조문은 제3장에 놓였어야 했다. GHQ 초안에서도 인권 규정의 첫 부분에 놓여 있었던 것을 왜 아무 상관없는 제10장에 옮겨 놓았는지 아무리 생각해도 이해할 수 없다"며 헌법 제정 과정에서의 소홀함을 지적했다.
두 조문의 중복 문제와 관련해 일본국 헌법 제정 과정에서 연합군 최고사령부(GHQ)와의 교섭을 담당한 사토 다쓰오 법제국 제1부장의 수기에는 본 헌법 제97조의 탄생 배경에 대해 다음과 같이 서술되어 있다.
일부 헌법학자의 지적처럼 본 조의 배치가 잘못된 것이라는 비판도 있지만, 이런 조문 중복 문제가 발생한 것은 일본 측과 GHQ의 교섭 과정에서 엇박자가 난 것이 가장 큰 이유이다. 이 조문(헌법 제97조)의 내용은 GHQ가 제시한 맥아더 초안의 제3장 '인민의 권리와 의무'에 있는 제10조에서 유래한 것이다. 그런데 이대로 가면 강경파들이 득세하고 있는 제국의회에서 비판받을 게 뻔했다. 당시는 GHQ가 헌법 제정 과정에 깊이 관여하고 있다는 사실이 철저히 비밀에 부쳐져 있던 시기였기 때문에, 이런 조문을 삽입한 것에 대해 "GHQ의 뜻에 따른 것일 뿐이다"라고 변명할 수도 없는 노릇이었다. 그래서 나를 비롯한 일본 측 당국자들은 GHQ에 "해당 조문이 일본 법령의 형식을 갖추지 못한다"라고 설명하였고, GHQ도 이를 납득하여 해당 조문을 삭제하는 방향으로 이야기가 정리되었다.
그런데 GHQ 측에서 자리를 비웠던 사람이 갑자기 돌아와 "GHQ에서 맥아더 사령관 다음으로 영향력 있는 코트니 휘트니 민정국장이 보내온 서한이니 읽어보라"고 하는 것이었다. 휘트니 민정국장은 서한에서 "해당 조문은 내가 직접 구상하고 만든 조문이니, 뒷부분에 삽입해도 좋으니까 꼭 삭제하지 말고 남겨달라"고 했다. GHQ의 요청이니 어쩔 도리는 없었다. 대신 GHQ 초안에서 제3장에 놓여 있던 해당 조문을 뒷부분인 제10장으로 옮기게 됐다. 이렇게 되면 우리가 수정을 준비하고 있던 제10조 제2항(현 헌법 제11조의 후단에 해당)의 내용이 중복되므로 그 부분을 삭제했다. 그런데 GHQ가 추후에 정리한 영문판을 살펴보니 그 부분이 삭제되지 않고 남아 있는 것이었다. 그래서 일본 측에서는 이 부분을 포함해서 제대로 정리가 안 된 조문들을 한꺼번에 다 정리하자고 GHQ에 제의할까 논의했지만, 또다시 조문 내용을 가지고 GHQ를 걸고 넘어지면 협상 전체에 문제가 생길지도 모른다는 의견이 나왔고, 결국 이 조문을 수정하지 않는다고 해서 법리적으로 문제가 생기는 건 아니니 그대로 두었다.

또한 사토 다쓰오는 회고록에서 다음과 같이 말했다.
맥아더 초안의 제10조를 어차피 그대로 둘 거였다면 그냥 원래대로 제3장에 넣는 게 더 좋지 않았을까 라는 생각을 하긴 했다. 그러나 제97조의 내용 중 '기본적 인권'이야 말로 헌법의 기본 원리이므로 이 조문은 실질적인 의미에서 헌법의 '최고 법규성'과 연결되기 때문에 문제가 되지 않는다고 판단했다. 두 조문의 차별점이 분명히 존재하지만, 두 조문의 탄생 배경을 봤을 때 '중복된다'는 주장도 틀린 건 아니다.

상술한 내용을 종합하면, 만약 조문 중복을 해결한다면 삭제해야 할 부분은 제11조의 후단이라는 것이다. 다만 학계에는 "앞부분인 제11조에서 이미 규정한 내용을 뒷부분에서 또다시 규정할 필요가 없으므로 제97조는 불필요한 조문이다"라는 견해도 있다.